# Metriocnemus imberbipes
Metriocnemus imberbipes är en tvåvingeart som först beskrevs av Maurice Emile Marie Goetghebuer 1942.  Metriocnemus imberbipes ingår i släktet Metriocnemus och familjen fjädermyggor.
Artens utbredningsområde är Österrike. Inga underarter finns listade i Catalogue of Life.